# Sean Spicer
Sean Michael Spicer (Manhasset, Nova Iorque, 23 de setembro de 1971) é um assessor político estadunidense que atuou como Secretário de Imprensa e Diretor de Comunicações interino do presidente Donald Trump. Spicer anunciou em 21 de julho de 2017 sua renúncia ao cargo, processo a ser concluído formalmente em agosto de 2017.
Spicer foi diretor de comunicações do Comitê Nacional Republicano entre 2011 a 2017, e estrategista chefe da mesma entidade de 2015 a 2017. No dia 22 de dezembro de 2016, Spicer foi anunciado como Secretário de Imprensa da Casa Branca e, dois dias depois, em 24 de dezembro, ele foi também nomeado Diretor de Comunicações da Casa Branca. Ele assumiu ambas posições na inauguração de Donald Trump em 20 de janeiro de 2017.
O primeiro pronunciamento oficial de Spicer como Secretário de Imprensa foi criticado por citar o que viria ser chamado de "fatos alternativos" a respeito do público que acompanhou a inauguração. Em seu pronunciamento, ele também alegou que a inauguração havia sido "a mais assistida de todos os tempos", mas posteriormente ele alegou que se referia não apenas aos que a assistiram in loco ou aos que assistiram pela televisão, mas também àqueles que assistiram a inauguração online. Contudo, não há dados conclusivos sobre espectadores online, portanto tal alegação é insubstancial.

Em 21 de julho de 2017, Sean Spicer, supostamente por discordar da escolha de Anthony Scaramucci como Diretor de Comunicações da Casa Branca, anunciou sua renúncia ao cargo de Secretário de Imprensa, processo a ser formalmente concluído no mês seguinte. Sarah Huckabee Sanders foi apontada para sucedê-lo.